# Хабаровський тролейбус
Хабаровський тролейбус (рос. Хабаровский троллейбус) — чинна тролейбусна система Росії у місті Хабаровськ. Станом на 2020 рік в місті залишився лише 1 регулярний маршрут.

## Історія
Перші тролейбуси на вулицях міста з'явилися 17 січня 1975 року, у наступні роки система повільно розширювалася. Піку розвитку система досягла у 2000-х роках коли в місті працювало 5 маршрутів, а довжина контактної мережі перевищувала 50 км. У 2008 році влада міста обіцяла подальший розвиток мережі та закупівлю десятків нових машин, але сталося навпаки. Починаючи з 2012 року, через велику конкуренцію з боку маршруток почали один за одним закриватися маршрути тролейбусу. З 2016 року в місті працює лише один маршрут. Контактна мережа на активних лініях підтримується в робочому стані, для чого раз на місяць неактивними лініями проїздить тролейбус без пасажирів

## Маршрути

Схема лінії

- Інтервал руху на маршруті № 1 становить 4-5 хвилин, пізно ввечері збільшується до 15 хвилин.

| Перелік тролейбусних маршрутів | Перелік тролейбусних маршрутів             | Перелік тролейбусних маршрутів | Перелік тролейбусних маршрутів                                       |
| №                              | Маршрут руху                               | Кількість випусків             | Примітки                                                             |
| ------------------------------ | ------------------------------------------ | ------------------------------ | -------------------------------------------------------------------- |
| 1                              | Комсомольська площа — Аеропорт             | 16-20 одиниць                  |                                                                      |
| 2                              | Залізничний вокзал Хабаровськ I — Аеропорт |                                | скасований у 2016 році                                               |
| 3                              | Косомольська площа — Судноверф             |                                | скасований у 2012 році                                               |
| 4                              | Аеропорт — Судноверф                       |                                | Офіційно скасовані у 2020 році, хоча не працювали вже декілька років |
| 5                              | Залізничний вокзал — Судноверф             |                                | Офіційно скасовані у 2020 році, хоча не працювали вже декілька років |

## Рухомий склад
На балансі єдиного в місті тролейбусного депо знаходиться 34 одиниці рухомого складу різних моделей, але в технічно справному стані лише 25 машин, решта потребує ремонту або готуються до списання. У буденні дні на лінію виходить 20 тролейбусів, у вихідні дні випуск становить 16 машин. Більшість тролейбусів практично повністю відпрацювали свій ресурс, останній новий тролейбус надійшов до міста у 2016 році. На початку 2021 року очікується надходження 20 списаних тролейбусів що раніше експлуатувалися у Москві.

## Галерея

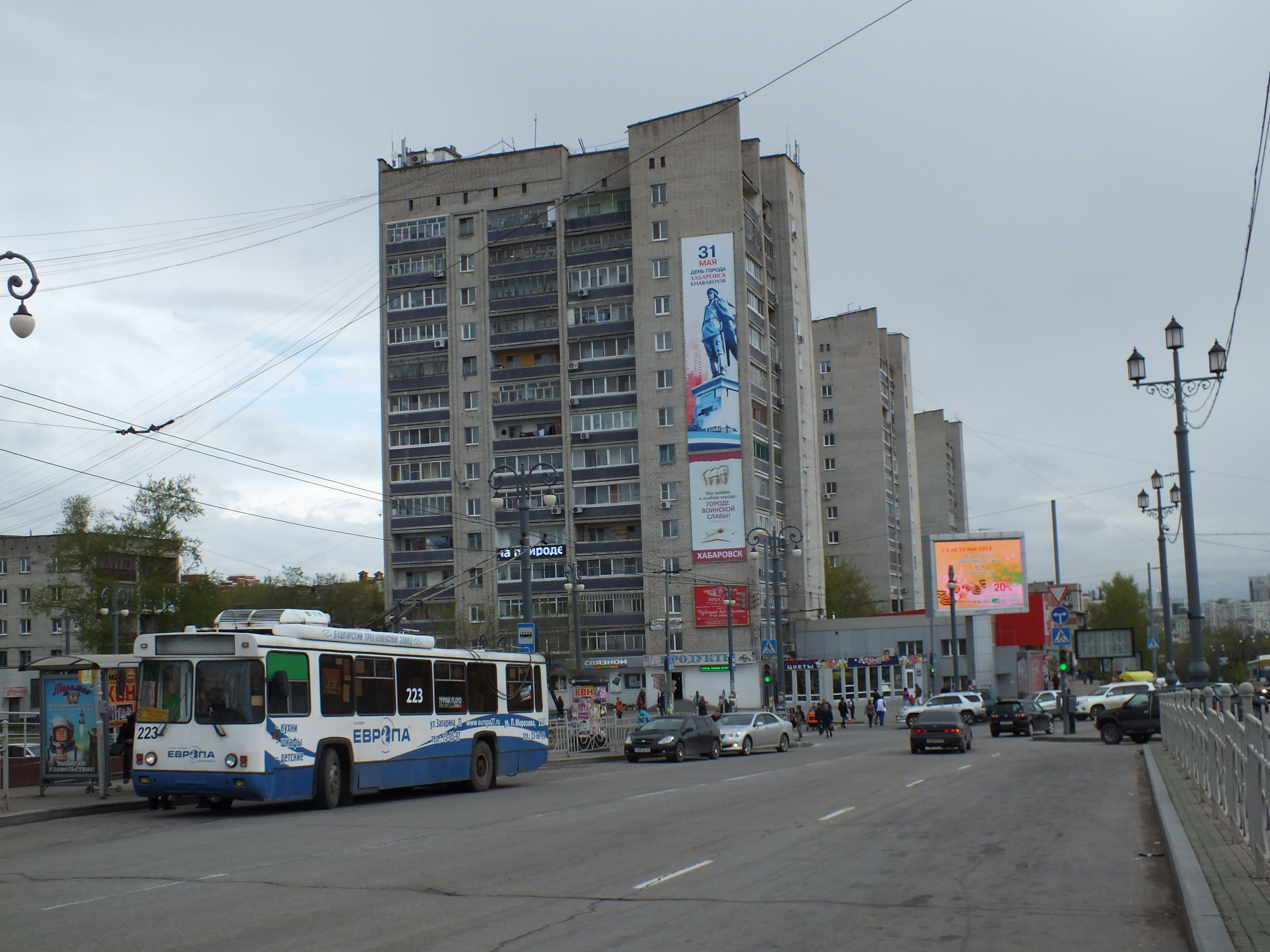
Тролейбус 5 маршруту біля залізничного вокзалу (травень 2014 року)
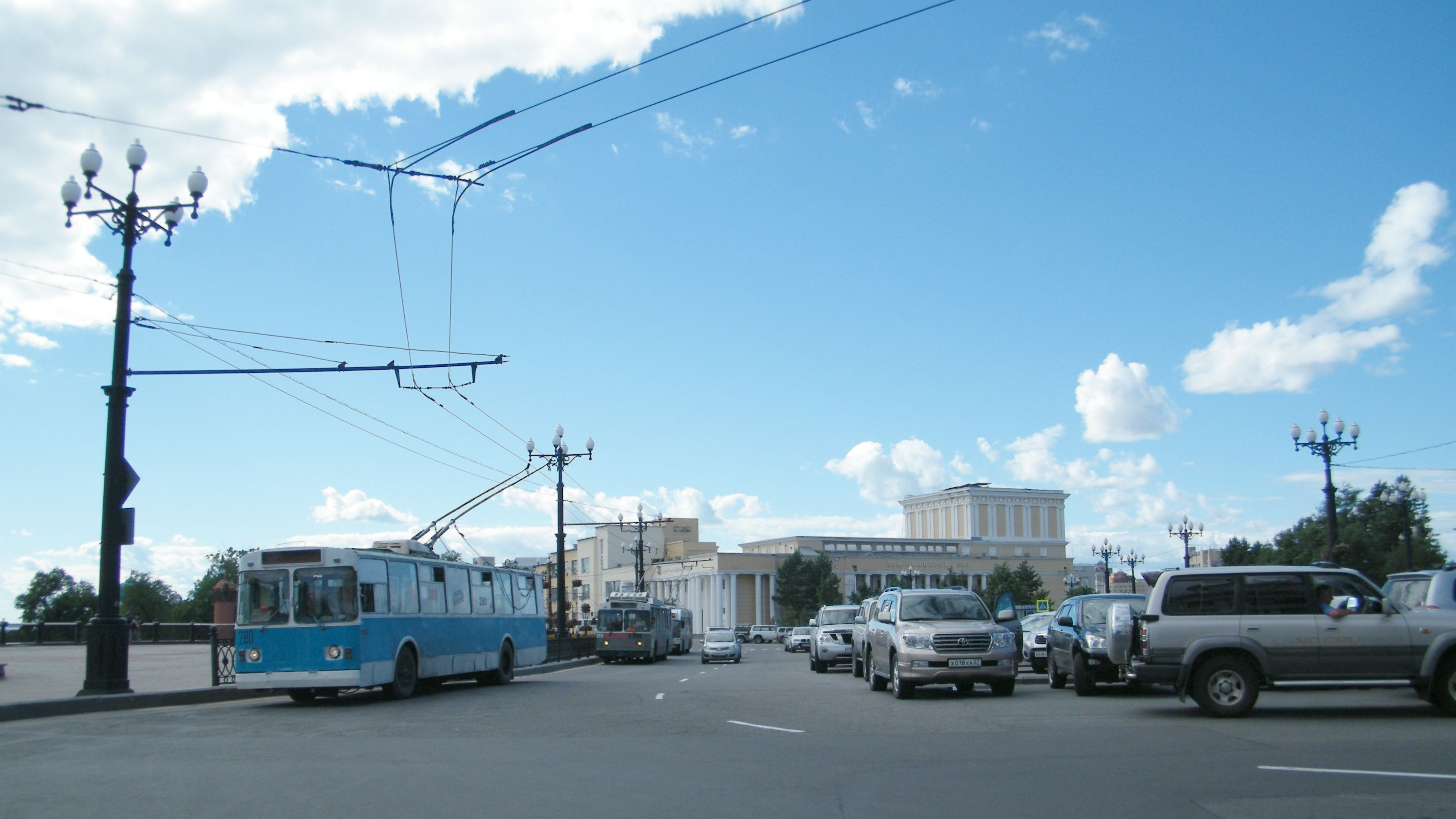
Тролейбус на Комсомольській площі (літо 2014 року)
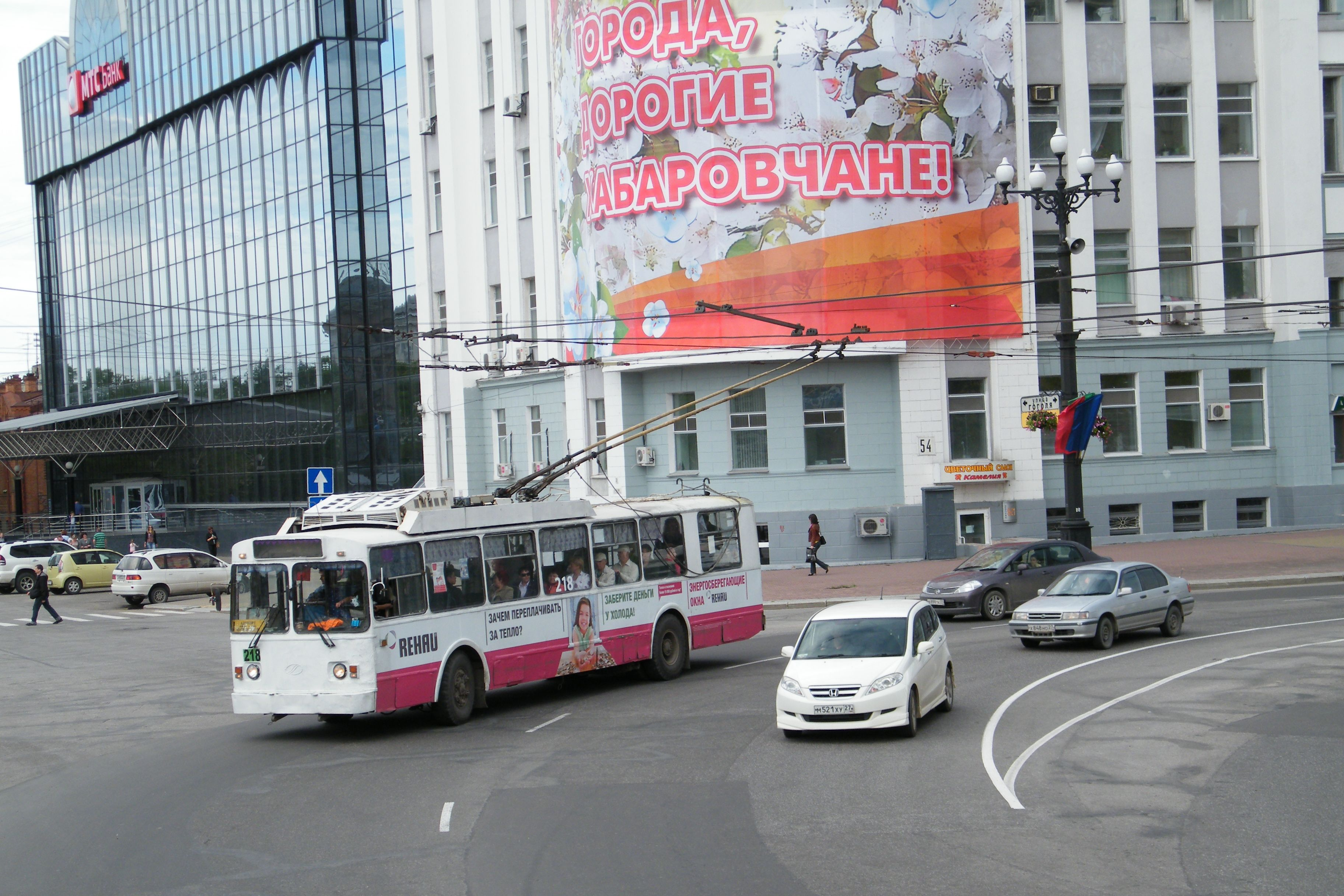
тролейбус на площі Леніна (літо 2014 року)